# Vékonycsőrű pápaszemesmadár
A vékonycsőrű pápaszemesmadár (Zosterops tenuirostris) a madarak osztályának verébalakúak (Passeriformes) rendjébe és a pápaszemesmadár-félék (Zosteropidae) családjába tartozó faj. Természetes élőhelye a szubtrópusi és trópusi síkvidéki esőerdők
Magyar neve forrással nincs megerősítve.

## Előfordulása
Ausztrália külbirtokának számító Norfolk-sziget területén honos. Mivel csak ezen a szigeten él, az élőhelyeinek csökkenése, a macskák és patkányok behurcolása veszélyezteti a fennmaradását.

## Megjelenése
Testhossza 13-14 centiméter.

## Életmódja
Rovarokkal  táplálkozik, melyeket a fák kérge között keresgél, de gyümölcsöket is fogyaszt.